# Tiljern
Tiljern är en sjö i Karlskoga kommun i Värmland och ingår i Göta älvs huvudavrinningsområde. Sjön är 11 meter djup, har en yta på 0,016 kvadratkilometer och befinner sig 143 meter över havet.